# Gračanica (Ljubovija)
Gračanica (kyrillisch: Грачаница) ist ein Dorf im Westen Serbiens, nahe der Grenze zu Bosnien und Herzegowina.

## Geographie und Bevölkerung

### Lage
Das Dorf liegt in der Opština Ljubovija, im Okrug Mačva. Gračanica gehört zur historischen Region Azbukovica die ein Teil der Großregion Podrinje ist. Die Region Azbukovica schließt die ganze Opština Ljubovija ein.

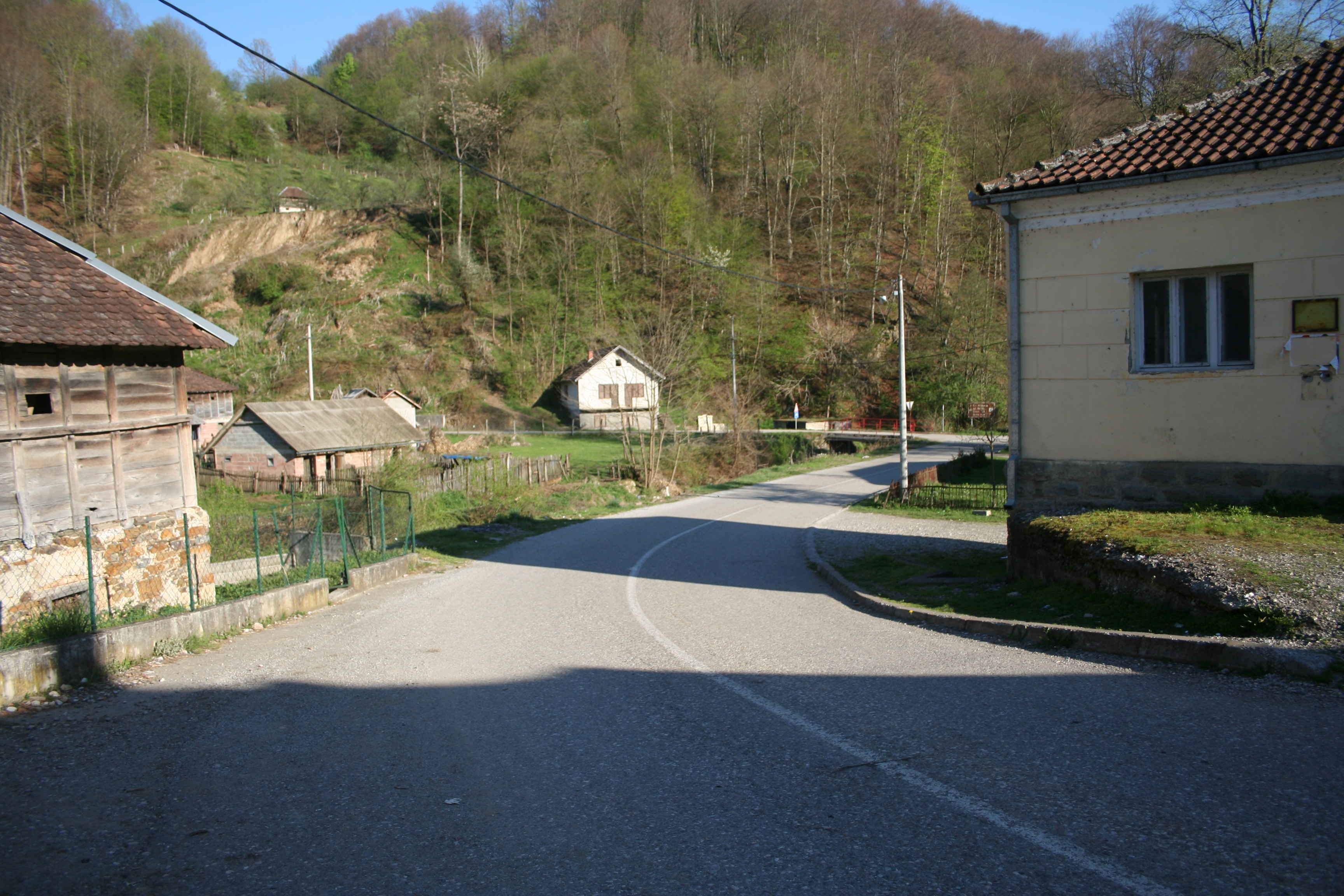
Straße im Dorfzentrum von Gračanica mit alten Häusern

Das Dorf besteht aus den Weilern: Aluga, Zakućani, Banovići, Đokići, Peći, Osoje, Brajkovac, Stepanovići, Nikolići und Đermanovići.
Nachbardörfer von Gračanica sind: im Süden Lonjin bzw. Donja Ljuboviđa, im Norden Uzovnica bzw. Postenje, im Osten Sokolac, alle drei befinden sich in Serbien und gehören der gleichen Gemeinde an wie Gračanica, nämlich Ljubovija.
Einzig das westliche Nachbardorf auf der anderen Seite der Drina, Krasanovići gehört zur Opština Bratunac in der Republika Srpska von Bosnien und Herzegowina.
Gračanica liegt nördlich der Gemeindehauptstadt Ljubovija.

### Gewässer

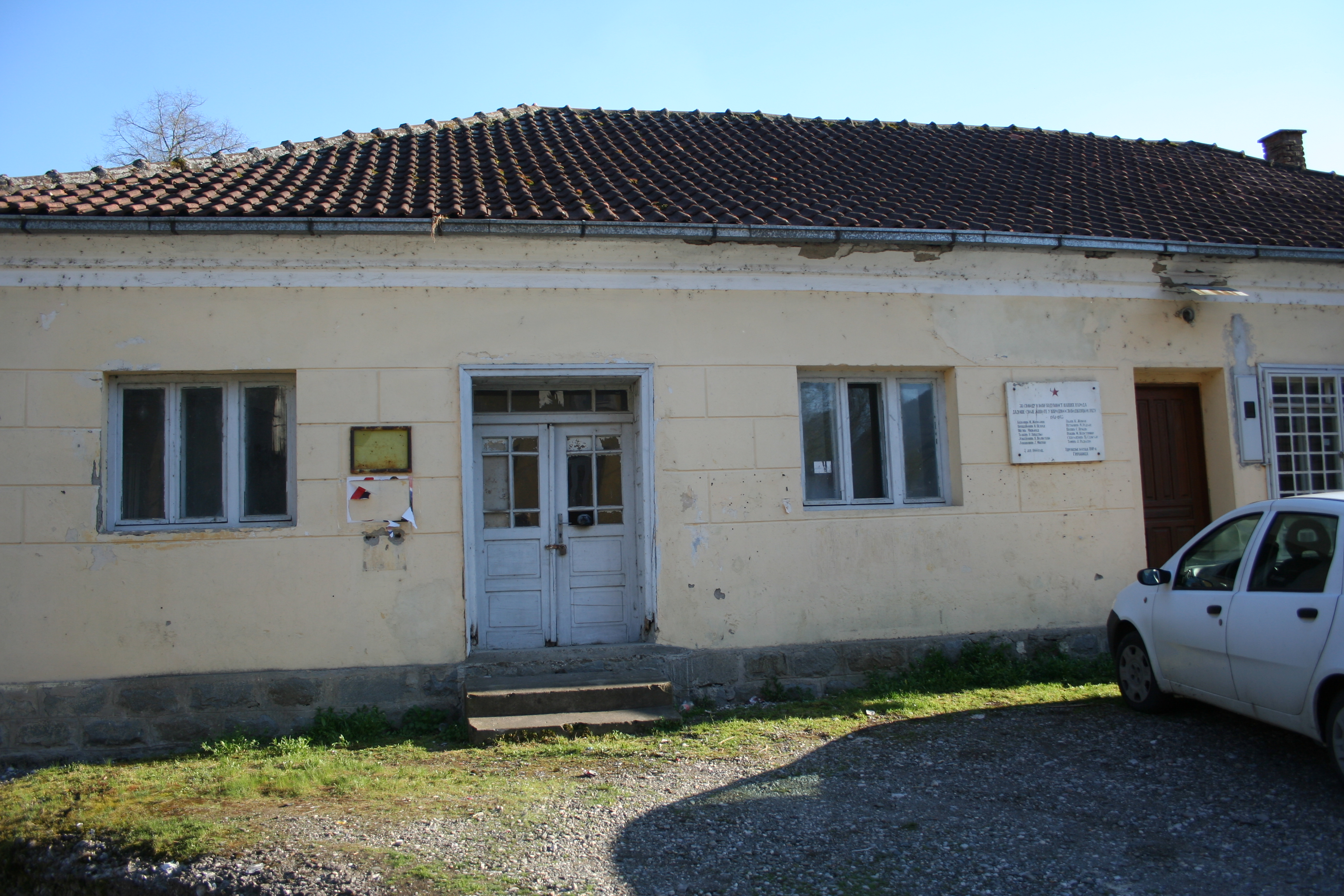
Leerstehdendes Haus mit der Partisanen-Gedenkplatte

Der Fluss Drina fließt westlich vom Dorf vorbei, sie bildet die Grenze zwischen Serbien und Bosnien und Herzegowina. Durch das Dorf fließen auch die kleineren Flüsschen Gračanička Reka (auch Gračanica), Sokolska Reka und Postenjska Reka. Die Quelle der Gračanička Reka liegt an den Hängen der Sokolska planina. Das Flüsschen fließt durch die Hügellandschaften bzw. Hügelketten des Kutanj, des Momić, des Alijin Grm, des Krst und des Mikuljak, wo sie in die Drina mündet und mit ihr zusammen die westliche grenze des Dorfes bildet.
Durch das Dorf fließen auch viele größere und kleinere Bäche namens: Pelevića Potok, Gluščevački Potok, Duboki Potok, Đurića Potok, Purkovac, Ranovac, Mikuljački Potok, Paldin, Vesića Potok, Osojački Potok, Ajdarov Potok, Aluški Potok, Spasojevića Potok, Zakućanski Potok, Tartića Potok, Hadžića Potok, Sriđanski Potok, Atala, Bučanski Potok, Kuburovski Potok, Veleški Potok, Tušinski Potok, Gradinski Potok, Srećkovački Potok, Skenderovački Potok und Korićanski Potok.
Quellen im Ort gibt es mehrere diese tragen folgende Namen: Topalova Voda, Mčjailova Voda, Studenac, Rotnica, Suljina Voda, Đokića Voda, Klen, Vesino Vrelo, Stipanovo Vrelo, Kapavac, Borovnata, Barakovača und Boškovača.

### Hügel
Die östliche Grenze des Dorfes erstreckt sich von der Quelle des Bučanski Potok in die Gračanička Reka, über einen Teil des Flusslaufs der Sokolska Rijeka, über den Hang Pećanska Kosa bis zum Gipfel des Hügels Nikuljak. Der Hügel Nikuljak steht unterhalb der Berge Postenje und Kučevac.

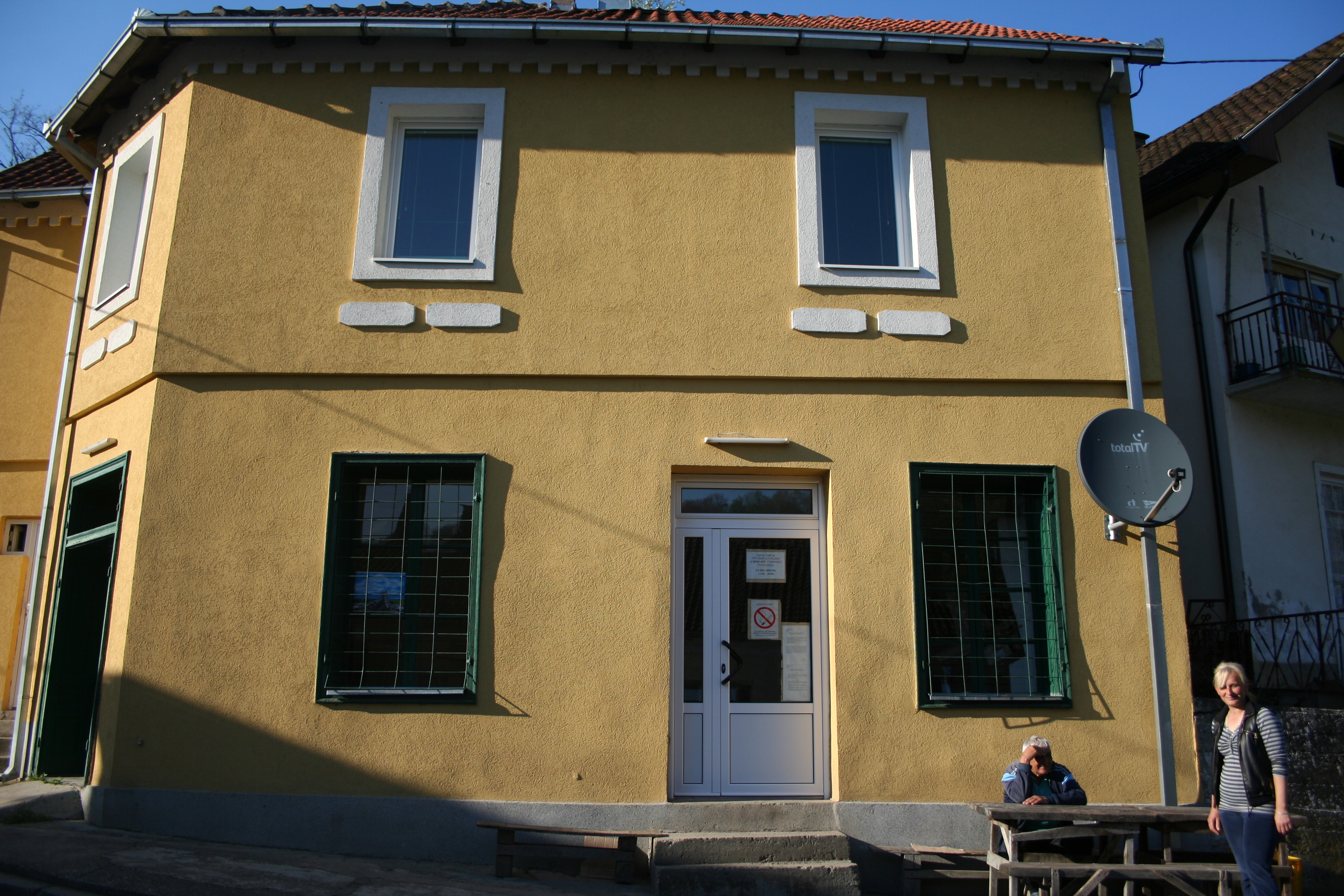
Eines der alten Häuser im Dorfzentrum von Gračanica

Von Westen wird das Dorf durch die Hügel Mikuljak und Karačica und die Drina begrenzt. Von Süden wird das Dorf ebenfalls von den Hängen des Mikuljak, sowie von den Hügeln Savina Glavica, Alijin Grm und Banovići begrenzt. Den Norden begrenzen der Orlov Krš und Đokića Brdo.
Die einzelnen Hügel der Hügelketten im Dorfgebiet tragen folgende Namen: Đokića Brdo, Lokva, Vladinje, Donje Brdo, Bobija, Peći, Junuzovo Brdo, Tartića Gaj, Zelena Stijena, Aluga, Osoje, Rača, Šarampov, Slatina, Kovačevo Kućište, Glušci, Kućerina, Zoble, Stare Kuće, Sriđ, Kuburovina, Zelena Prljuša, Duga Stijena, Gradina, Skenderovina, Korita, Jastrebnjak, Kamenjača und Purkovača.
Die Felder auf dem Dorfgebiet tragen folgenden Flurnamen: Luke, Kućerine, Kućišta, Lukavice, Lokva, Aluge, Bare und Močila.

### Bevölkerung
Der Ort hatte bei der Volkszählung von 2011 371 Einwohner, während es 2002 465 Einwohner waren. Nach den letzten drei Bevölkerungsstatistiken fällt die Einwohnerzahl weiter. Die Bevölkerung stellen zu 100 % Serben. Der Ort besteht aus 160 Haushalten.

### Demographie
| Jahr | Einwohnerzahl |
| ---- | ------------- |
| 1948 | 990           |
| 1953 | 1160          |
| 1961 | 1096          |
| 1971 | 711           |
| 1981 | 630           |
| 1991 | 536           |
| 2002 | 465           |
| 2011 | 371           |

## Religion

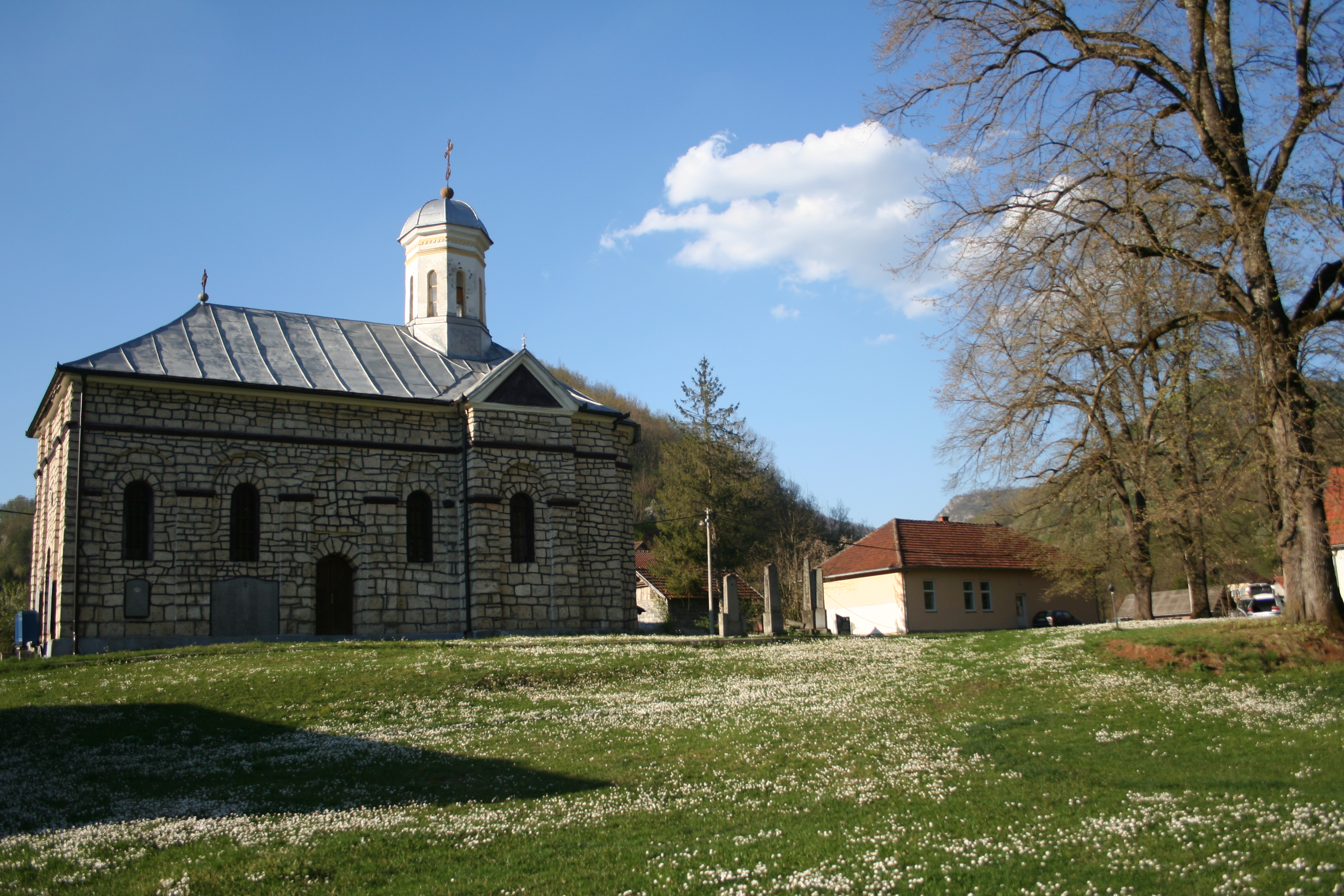
Die Christi-Himmelfahrts-Kirche mit alten Bäumen und Grabdenkmälern

Die Bevölkerung von Gračanica bekennt sich zur Serbisch-orthodoxen Kirche.
Im Dorf steht die 1903 erbaute Serbisch-orthodoxe Christi-Himmelfahrts-Kirche.
Die Kirche ist die Pfarrkirche der Pfarrei Gračanica im Dekanat Azbukovica der Eparchie Šabac der Serbisch-orthodoxen Kirche.

## Geschichte
In Gračanica wurden Überreste einer Basilika aus dem 4. Jahrhundert gefunden, die von den Awaren zerstört wurde. Diese frühchristliche Basilika stand ungefähr an der gleichen Stelle, wo sich die heutige Serbisch-orthodoxe Christi-Himmelfahrts-Kirche befindet, nämlich auf der Lokalität Crkvine. Auch alte Gräber sind im Ort gefunden worden.
Schon zur Zeit der Römer gab es auf dem heutigen Dorfgebiet Siedlungen und es wurde schon damals Tagebau im Ort betrieben und Blei abgebaut. Diese alten Siedlungsstätten und Minen wurden auf den Hügeln Mikuljak und Nikuljak sowie den Weilern Brajkovac und Zakućani des Dorfes Gračanica gefunden.
Auch einige Fundstücke aus dem Mittelalter vor der Zeit der Osmanen, die eine serbische Besiedlung des Dorfes belegen, sind gefunden worden.

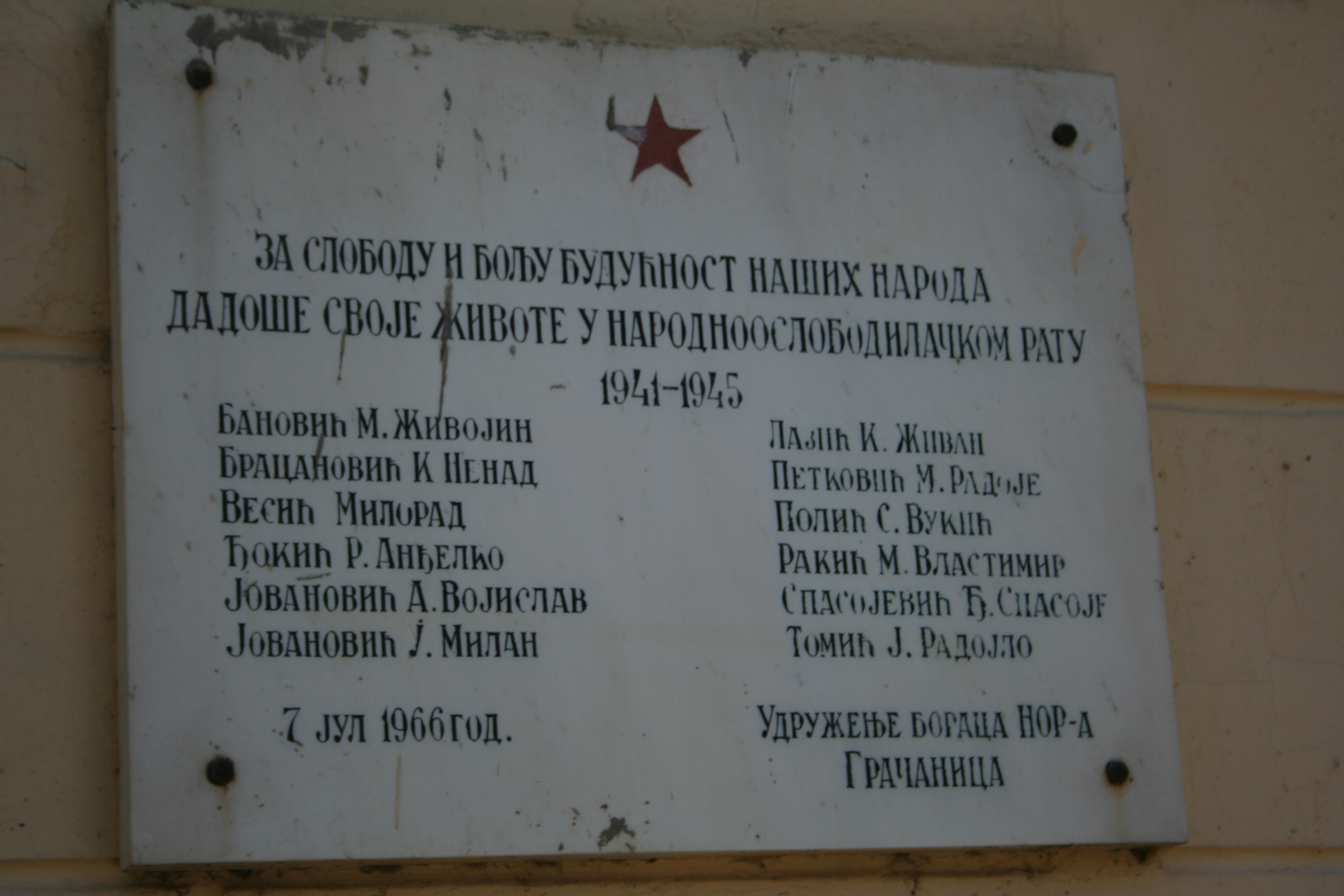
Gedenkplatte für die gefallenen Partisanen aus dem Zweiten Weltkrieg

Von 1459, als die Osmanen die Region Azbukovica eroberten, bis zum Jahre 1862 existierten auf dem heutigen Dorfgebiet die drei von Muslimen bewohnten Dörfer: Aluge, Mala und Zakućani.
Das Dorf Aluge lag an der Stelle des heutigen Weilers Aluge unterhalb des Hügels Momić auf dem Weg zum Nachbardorf Donja Ljuboviđa. 1820 besaß Aluge, 20 Haushalte und 1832 23 Haushalte.
Zakućani lag unterhalb des Hügels Krst, südlich der Stelle, wo sich heute die Kirche des Dorfes befindet, und besaß 1832 9 Haushalte.
Zwischen Aluge und Zakućani unterhalb des Hügels Osoje lag das dritte Dorf Mala, das 1832 aus 22 Haushalten bestand.
Diese drei muslimischen Dörfer standen unter dem Schutz der damals von den Osmanen beherrschten Festung Soko Grad. 1862 wurden die drei Dörfer aufgelöst und die Bewohner zogen nach Bosnien oder in die Türkei. Ihre Grundstücke kauften die serbischen Nachbarn auf.

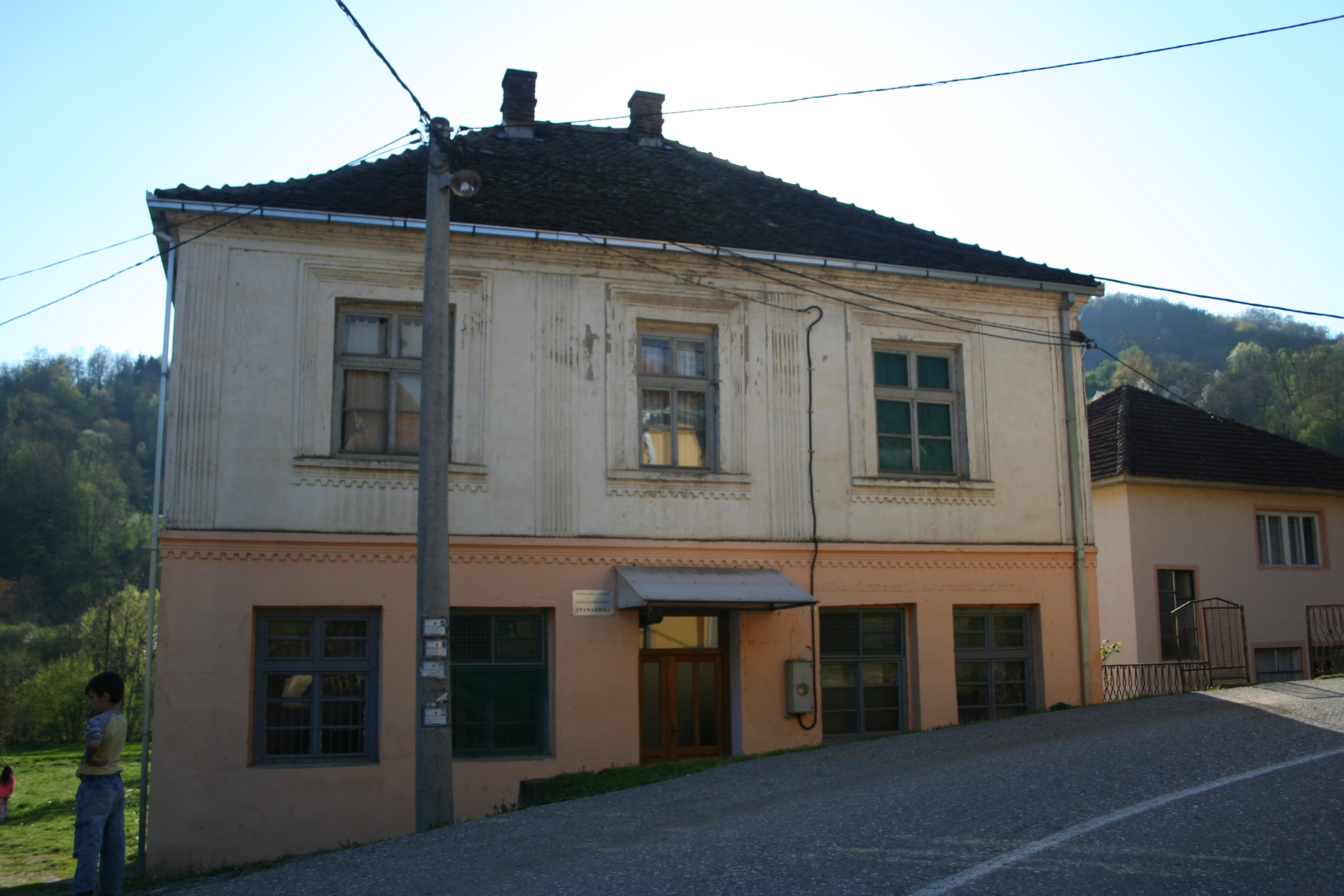
Das Haus der lokalen Gemeinschaft

In der Nähe von Gračanica steht die von Serben gegründete mittelalterliche Festung Soko Grad (zu deutsch: Falkenstadt). Die nach der Einnahme durch die Osmanen bis zum Jahre 1862 uneinnehmbare Festung galt als ein schrecklicher Folterort für die örtliche orthodoxe Bevölkerung. Heute befindet sich bei den Resten der Festung das Serbisch-orthodoxe Kloster Hl. Nikolaj Srpski, geweiht dem Hl. Nikolaj von Ohrid und Žiča.
1930 lebten folgende serbische Familien im Ort: Banović, Vesić, Krsmanović, Nešković, Nikolić, Đukanović, Stepanović, Biljić, Stajić, Đermanović, Rakić, Spasojević, Živanović, Stanačić, Purković, Đurić, Cvetković, Bulajić, Marjanović, Filipović, Milutinović, Jevtić, Janjić, Đokić, Vujinović, Savić, Radovanović, Sičić, Kovačević, Jovanović und Andrić. 1930 bestand das Dorf aus 149 Haushalten. Die Familien leben teilweise jahrhundertelang im Ort.
Im Zweiten Weltkrieg starben einige Tito-Partisanen aus dem Dorf bei schweren Kämpfen. Ihnen ist eine Gedenkplatte im Dorfzentrum gewidmet.

## Infrastruktur
Gračanica ist Sitz der lokalen Gemeinschaft (Mesna zajednica) Gračanica, zu der auch die zwei Nachbardörfer Postenje und Sokolac gehören.
Das Dorf verfügt über die Grundschule Petar Vragolić.

## Belege
- Artikel über das Dorf auf der Seite poreklo.rs, (serbisch)
- Artikel über die Festung auf der Seite Srbijanac.rs, (serbisch)
- Knjiga 9, Stanovništvo, uporedni pregled broja stanovnika 1948, 1953, 1961, 1971, 1981, 1991, 2002, podaci po naseljima, Republički zavod za statistiku, Beograd, maj 2004, ISBN 86-84433-14-9
- Knjiga 1, Stanovništvo, nacionalna ili etnička pripadnost, podaci po naseljima, Republički zavod za statistiku, Beograd, Februar 2003, ISBN 86-84433-00-9
- Knjiga 2, Stanovništvo, pol i starost, podaci po naseljima, Republički zavod za statistiku, Beograd, Februar 2003, ISBN 86-84433-01-7